# Flavio Biondo
Biondo Flavio (nome umanistico Blondus Flavius; Forlì, 1392 – Roma, 4 giugno 1463) è stato uno storico e umanista italiano del Rinascimento.
Fu il primo a coniare il termine di Medioevo e fu lui «ad analizzare per primo gli antichi monumenti di Roma con vero e proprio metodo archeologico».

## Biografia

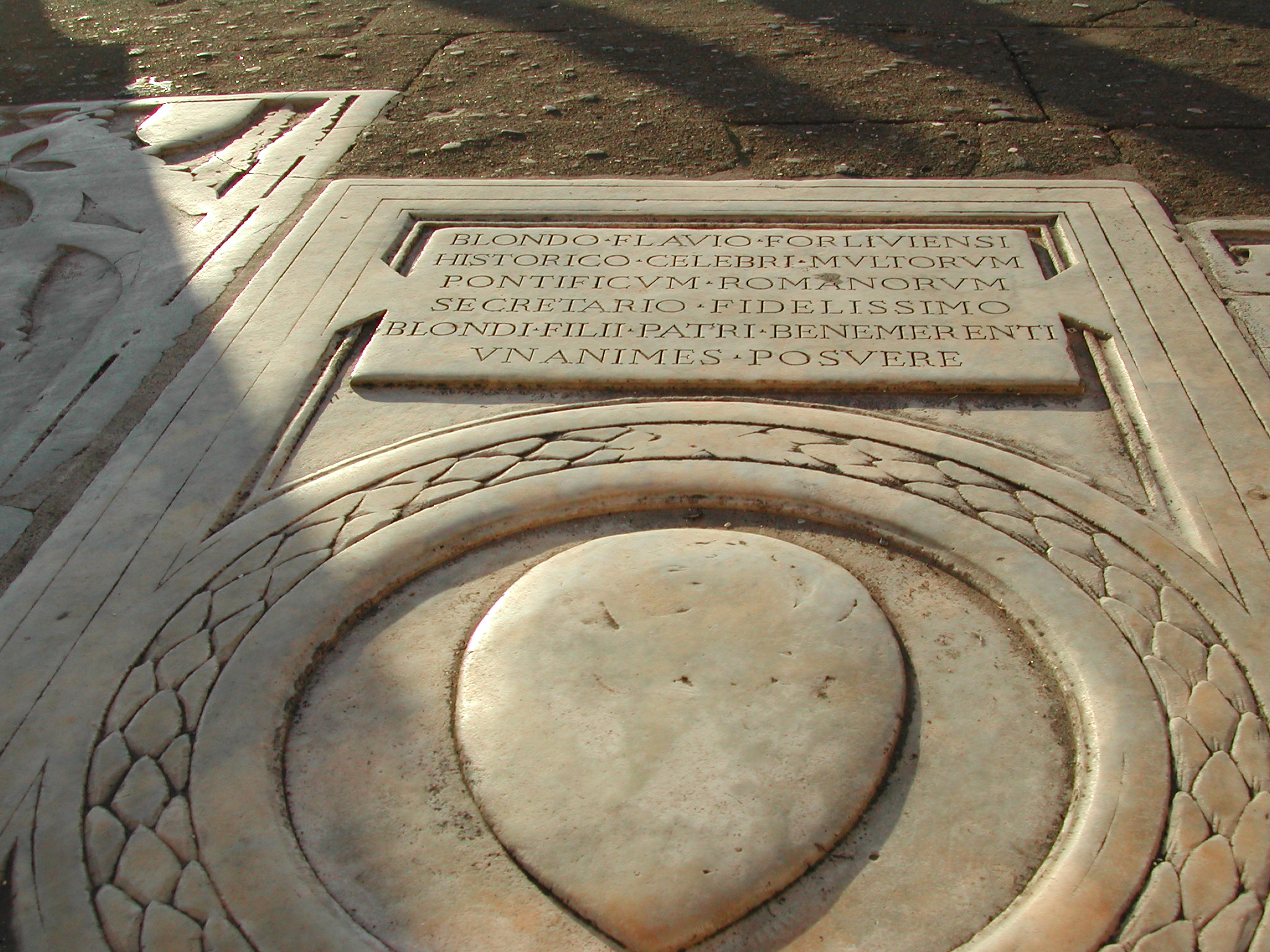
Lapide di "Biondo Flavio da Forlì" all'Aracoeli, a Roma - fuori dal portone meridionale.

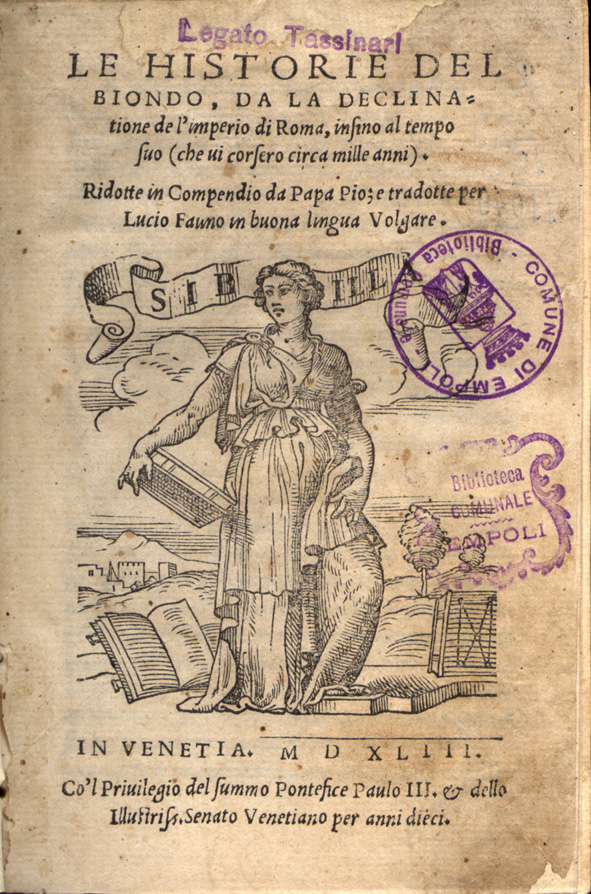
Decadi della Storia dal Declino dell'Impero Romano, traduzione italiana di Lucio Fanno, 1543.

Flavio Biondo nacque a Forlì, al secolo una città della provincia pontificia della Romandiolæ (corrispondente alla Romagna ed al bolognese), nel 1392 ed ebbe un'ottima istruzione sin dalla fanciullezza. Si trasferì a Roma nel 1433, dove venne nominato alla segreteria papale l'anno successivo e dove iniziò l'attività di burocrate. Fu Notaio della Camera Apostolica, segretario di Papa Eugenio IV, Niccolò V, Callisto III e Pio II (Piccolomini). Fu autore di tre enciclopedie che sono alla base di tutte le opere successive sulle antichità romane.

## Opere

### Sulle vestigia romane
Biondo pubblicò tre guide documentate e sistematiche alle rovine dell'antica Roma, che gli diedero la fama di essere il primo degli archeologi. Ai suoi tempi si era in gran parte persa a Roma la memoria dell'identità degli antichi edifici di cui ancora emergevano le rovine. Quando nel 1430 Poggio Bracciolini scalò il Campidoglio vide intorno soltanto distese di campi abbandonati: il Foro Romano era abitato dai maiali e cresceva liberamente la vegetazione. Flavio Biondo e i suoi colleghi umanisti come Leon Battista Alberti cominciarono ad occuparsi dell'architettura, della topografia e della storia di Roma antica, sia documentandosi sulle fonti degli autori classici, sia esplorando ed esaminando i resti antichi.
Il primo lavoro di Biondo, pubblicato in tre volumi tra il 1444 e il 1446, fu il De Roma instaurata ("Roma restaurata"), una ricostruzione della topografia romana antica e tardo-antica basata sia sull'escussione puntuale delle fonti letterarie antiche, sia sull'indagine archeologica dei resti allora visibili. Nel 1459 pubblicò quindi il popolare De Roma triumphante ("I trionfi di Roma"), che narra la storia della Roma pagana come modello per le attività di governo e militari contemporanee. Il libro ebbe grande influenza nel fare rivivere ai romani il patriottismo ed il rispetto per la Roma antica e nel presentare il papato come la continuazione dell'Impero Romano.

### Storia
I più importanti lavori di Biondo in campo storico furono l'Italia illustrata, scritto tra il 1448 e il 1458 e pubblicato nel 1474, e l'Historiarum ab inclinatione Romanorum imperii decades ("Le decadi storiche dal declino dell'impero romano"), scritto tra il 1439 e il 1453 e pubblicato nel 1483.
L'Italia illustrata è un libro di geografia storica, basata sui viaggi personali dell'autore, e di storia delle allora diciotto province italiane. La storia inizia con la Repubblica romana e l'Impero Romano, attraversa 400 anni di invasioni barbariche e propone un'analisi di Carlo Magno e degli imperatori del Sacro Romano Impero successivi. Flavio Biondo in questa opera, oltre a studi di storia e geografia, compie studi sulla storia dell'arte, sulla storia della letteratura; è il primo a fare una storia della letteratura dell'Umanesimo, ovviamente con ottica contemporanea e all'insegna della riscoperta dell'eloquenza latina e greca. Questo excursus sulla storia della letteratura è all'interno della descrizione della 'Romandiola', ossia della sua regione natale, Romagna.
Biondo ha dato grande importanza al mondo contemporaneo, aggiornando la sua opera negli anni, come dimostrano le correzioni autografe fatte sul manoscritto Ottoboniano Latino 2369 della Biblioteca Apostolica Vaticana.
La maggiore opera di Biondo fu le Historiae (note anche come Decades o Decadi), in ben 32 libri, una storia dell'Europa dal 412 (due anni dopo il Sacco di Roma del 410) fino all'epoca dell'autore, nel 1442. L'opera utilizza solo fonti primarie e accertate e introduce il concetto di Medioevo, che copre l'intero periodo dalla caduta dell'impero romano fino ai tempi dell'autore, nonostante l'autore non indichi mai tale periodo con una precisa definizione.

### Sulla lingua
Nella trattato in forma di lettera De verbis Romanae locutionis egli si oppose alla teoria di Leonardo Bruni secondo la quale il latino subì dal proprio interno corruzioni e mutazioni che portarono alla nascita del volgare; sostenne invece che la causa fu l'aggressione esterna dei popoli longobardi. Gli studi moderni di linguistica hanno mostrato che le due teorie non sono effettivamente incompatibili e che il latino si è evoluto sia per ragioni interne che esterne.

### Pubblicazione degli Opera omnia
Il 7 febbraio 2003 il Ministero per i beni e le attività culturali ha istituito una commissione scientifica, presieduta da Massimo Miglio, per una edizione nazionale delle opere di Flavio Biondo.
Finora sono stati pubblicati:
- Biondo Flavio, Italia illustrata, vol. I, a cura di Paolo Pontari, Roma, Istituto Storico Italiano per il Medio Evo, 2011.
- Biondo Flavio, Italia illustrata, vol. II, a cura di Paolo Pontari, Roma, Istituto Storico Italiano per il Medio Evo, 2014.
- Biondo Flavio, Italia illustrata, vol. III, a cura di Paolo Pontari, Roma, Istituto Storico Italiano per il Medio Evo, 2017.
- Biondo Flavio, Roma instaurata, vol. I, a cura di Fabio Della Schiava, Roma, Istituto Storico Italiano per il Medio Evo, 2020.